# Агафонов Починок
Агафонов Починок — упразднённый починок на территории Парфеньевского муниципального округа Костромской области России. До 2021 года территория Парфеньевского сельского поселения.

## Топоним
Известен в источниках XIX века как Агафонов, Агафонов Починок, Малая Погорелка.

## География
Урочище находится в центральной части Костромской области, в подзоне южной тайги, к северу от реки Неи, на расстоянии приблизительно 5 километров (по прямой) к западу-юго-западу от Парфеньева, административного центра района.
Абсолютная высота — 154 метра над уровнем моря.

### Климат
Климат характеризуется как умеренно континентальный, с продолжительной холодной многоснежной зимой и коротким сравнительно тёплым летом. Среднегодовая температура воздуха — 2,6 °C. Средняя температура воздуха самого холодного месяца (января) — −12,5 °C (абсолютный минимум — −47,1 °C); самого тёплого месяца (июля) — 17,4 °C (абсолютный максимум — 36,4 °С). Продолжительность периода активной вегетации растений (выше 10 °C) составляет примерно 120 дней. Годовое количество атмосферных осадков — 611 мм, из которых 445 мм выпадает в период с апреля по октябрь.

## История
В «Списке населенных мест Костромской губернии по сведениям 1870-72 годов» населённый пункт упомянут как починок Агафонов Чухломского уезда, расположенный при речке Печерде, в 47 верстах от уездного города. В Агафонове насчитывалось 5 дворов и проживало 24 человека.
В 1907 году деревня входила в состав Каликинской волости.

## Население
Душ обоего пола: к 1872 году — 24, на 1897 год — 21, на 1907 год — 31.

### Гендерный состав
К 1872 году — 9 мужчин и 15 женщин, на 1897 год — мужчин 8, женщин 13.

## Инфраструктура
Личное подсобное хозяйство с зоной сельскохозяйственного использования, индивидуальная застройка усадебного типа. К 1872 году — 5 дворов, на 1907 год — 6.